# Mycerinus punctiventris
Mycerinus punctiventris là một loài bọ cánh cứng trong họ Cerambycidae.